# 이원순 (1890년)
이원순(李元淳, 1890년 10월 8일 ~ 1993년 4월 19일)은 한때 미국 영구거주권을 취득한 전력이 있는 대한민국의 독립운동가, 기업가, 정치인, 사회기관단체인이다. 본관은 연안(延安)이며 호는 해사(海史). 한성부 출생이다.
1914년 경성 보성전문학교 전문학사 학위 취득과 동시에 미국으로 망명, 이승만의 측근으로 활동하며 독립운동에 종사하였다. 1993년에 별세하였는데 향년 104세였다.

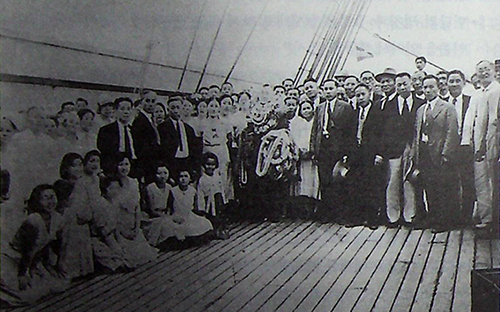
1921년, 상해에서 돌아온 이승만 환영식 사진. 이승만 오른쪽 세번째 모자를 손에 든 남자가 바로 이원순이다.

## 이력

### 학력
- 1914년 경성 보성전문학교 전문학사

### 독립운동
- 1914년 보성전문학교(고려대학교 전신) 법과 전문학사 학위 취득, 미국 망명,
- 1915년 대한독립단 미국 지부 회장(~1920)
- 1920년 대한인동지회 제2대 회장(~1943)
- 1929년 하와이주 태평양주보사 주필(`~1943)
- 1934년 상해 임정 재무부 주미제2행서 재무위원
- 1943년 상해 임정 구미외교위원부 위원(~1945)[1]
- 1944년 1월 23일 미국과 협의, 3.1절 기념 경축 전시공채표 발행
- 1946년 한미무역회사 설립(뉴욕~1953)
- 1947년 한인이민위원회 위원장(~1952), 이때 한인이민법안을 미국국회에 통과시켰고, 대한올림픽위원회 한국대표 IOC에 한국을 회원국으로 가입시킴[1]

### 사회단체활동
- 1953년 한국독립당 외교행정안보특임고문(1953년 퇴임).
- 1953년 3월 1일 대통령표창 수상
- 1953년 자유당 최고위원 겸 상임고문(1953년 퇴임).
- 1953년 한국증권주식회사 사장~1967
- 1960년 동계올림픽대회 한국선수단 단장[1]
- 1974년 고려대학교 법과대학 명예법학박사
- 1975년 국민훈장 무궁화장 수상
- 1982년 보관문화훈장 수상
- 1984년 한국시각장애자복지회 회장
- 1986년 자랑스러운 고려대인상 수상
- 1988년 한국해광개발주식회사 사장, 전국경제인연합회 고문, 한미협회 명예회장,
- 프리메이슨 33급 회원, 광복회 고문, 백범기념사업회 고문[1](추정)

## 기타

### 명예 박사 학위
- 1974년 고려대학교 명예 법학박사

### 상훈
- 1953년 3월 1일 대통령표창 수상
- 1975년 국민훈장 무궁화장 수상
- 1982년 보관문화훈장 수상
- 1986년 자랑스러운 고려대인상 수상[1]

## 가계
- 아내: 이매리 (대한적십자사 부총재, 민주공화당 국회의원 역임)
- 누나: 이순이(이희호의 어머니)
- 매형: 이용기(이희호의 아버지)
  - 생질녀: 이희호
  - 생질서: 김대중 (이희호의 남편, 대한민국 제15대 대통령)
  - 생질: 이강호 (이희호의 오빠)
  - 생질: 이경호 (이희호의 오빠, 이영작의 아버지)
  - 생질: 이성호 (이희호의 남동생, 김대중의 처남이자 정치적 측근)
  - 생질: 이상호 (이희호의 남동생, 김대중의 처남, 기업가)

## 같이 보기
- 이승만
- 김구
- 안창호
- 박용만
- 대한인국민회
- 대한인동지회
- 대한민국 임시정부
- 구미위원회